# Parabahita palmirensis
Parabahita palmirensis är en insektsart som beskrevs av Rauno E. Linnavuori 1968. Parabahita palmirensis ingår i släktet Parabahita och familjen dvärgstritar. Inga underarter finns listade i Catalogue of Life.